# Kalwaria Wambierzycka
Kalwaria Wambierzycka − założenie kalwaryjne w Wambierzycach w powiecie kłodzkim w województwie dolnośląskim. Zespół Kalwarii Wambierzyckiej składający się z kaplic i bram został wpisany do rejestru zabytków nieruchomych (numer A/4605/1947). 
Kalwaria Wambierzycka powstała z inicjatywy Daniela von Osterberga. Decyzja o jej budowie zapadła w 1681 roku, jednak same prace budowlane stacji kalwaryjnych ruszyły w 1683 r. Zakończono je w 1686 roku. Murowane kaplice powstały później, bo na przełomie XVII/XVIII w. Na terenie Wambierzyc również prowadzono działania zmierzające do nadania miejscowości charakteru przypominającego Jerozolimę. Początkowo w tej miejscowości wybudowano 16 bram, jednak do dzisiejszych czasów przetrwało 14 z nich. Siedem zachowanych bram nawiązuje do tych znajdujących się w murach Jerozolimy. 